# Sparganothis pulcherrimana
Sparganothis pulcherrimana es una especie de polilla del género Sparganothis, tribu Sparganothini, familia Tortricidae. Fue descrita científicamente por Walsingham en 1879.

## Descripción
La envergadura es de 14-17 milímetros.

## Distribución
Se distribuye por Estados Unidos.